# Tequila Party-rörelsen
Tequila Party-rörelsen är en politisk rörelse för den amerikanska latinobefolkningen, grundad i Tucson, Arizona 2011 med syfte att påverka amerikanska politiker och få fler i befolkningsgruppen att rösta.
Tequila-rörelsen startades med syfte att påverka de amerikanska politikerna att prioritera frågor som berör den växande befolkningsgruppen med rötter i Latinamerika. Många av de latino som i presidentvalet 2008 röstade på Barack Obama är nu missnöjda med att Obama inte genomfört den utlovade migrationsreformen.
På samma sätt som Tea Party-rörelsen har en dryck i namnet, har Tequila-rörelsen valt en dryck som är typisk för latinobefolkningen. Rörelsen grundades av DeeDee Blase i Tucson i delstaten Arizona i juni 2011.
Tequila-rörelsen kommer att genomföra en turné med konserter, evenemang, middagar och massmöten för att uppmuntra många latino att rösta. Rörelsen är partipolitiskt obunden och bryr sig inte om hur folk röstar, utan vill förmå dem att rösta i de olika valen. Rörelsen anser att de viktigaste frågorna för latinobefolkningen är immigration, ekonomi/jobb och utbildning.
Redan i november 2010 hade Fernando Romero i Nevada tankar på ett Tequila Party, men ingenting hände förrän DeeDee Blase tog upp idén och offentliggjorde rörelsen i Tucson Citizen.com den 20 april 2011. Fernando Romero ses som rörelsens inspiratör.